# Ebridi Esterne
Le Ebridi Esterne (in inglese Outer Hebrides; in gaelico scozzese Na h-Eileanan Siar) comprendono una serie di isole al largo della costa occidentale della Scozia, separate dalla Gran Bretagna e dalle Ebridi Interne da uno stretto molto burrascoso dal nome The Minch e Little Minch. La gran parte della popolazione delle Ebridi Esterne è di lingua gaelica scozzese.

## Società
La composizione linguistica, religiosa e culturale delle Ebridi Esterne si discosta nettamente da quella del resto della Scozia e del Regno Unito, di lingua inglese e largamente secolarizzati. La popolazione ha infatti in larga parte conservato la lingua gaelica scozzese. Dal punto di vista religioso la società è invece in buona parte dominata da libere chiese calviniste fondamentaliste, in particolare la Chiesa Libera di Scozia e la Chiesa Presbiteriana Libera di Scozia. Elemento culturale tipico della regione è l'osservanza del Sabbath cristiano. Le isole meridionali, in particolare South Uist e Barra, sono invece a maggioranza cattolica.

## Amministrazione
Le isole costituiscono una delle 32 aree unitarie e delle 35 aree di luogotenenza della Scozia, originariamente il nome era Western Isles, attualmente il nome ufficiale è  Na h-Eileanan Siar. 
La sede della contea è a Stornoway sull'isola di Lewis. In quanto a rappresentanza presso la Camera dei Comuni del Regno Unito a Londra, le Ebridi Esterne si trovano all'interno del Collegio di Na h-Eileanan an Iar.

## Isole principali
Le isole principali formano un arcipelago.
Le isole più grandi sono Lewis e Harris, North Uist, Benbecula, South Uist e Barra. A sud di Barra si trovano le Barra Isles con Mingulay e Vatersay.
Un vasto numero di isole minori circondano le isole principali:
- Baleshare, Berneray, Boreray,
- Calvay, Campay
- Eilean Chaluim Chille, Eilean Iubhard, Ensay, Eriskay
- Flaray, Floday, Flodday, Floddaybeg, Floddaymore, Fuday, Fuaigh Mòr, Fuiay
- Great Bernera, Gighay, Gilsay, Grimsay, Groay
- Hellisay, Hermetray
- Killegray, Kirkibost
- Lingay, Little Bernera
- Mealasta
- Opsay, Oronsay, Orosay
- Pabbay
- Ronay
- Scalpay, Scaravay, Scarp, Scotosay, Sgeotasaigh, Shillay, Soay Beag, Soay Mor, Stromay, Stuley, Sursay
- Tahay, Taransay
- Vacsay, Vallay, Vuia Beg, Vuia Mor
- Wiay

## Isole minori
Piccole isole e gruppi di isole punteggiano l'Atlantico intorno alle isole principali.
A ovest si trovano le Monach Islands, Flannan Isles, Saint Kilda and Rockall. L'appartenenza di Rockall al Regno Unito è controversa.
A est si trovano le Shiant Islands, site nello stretto del Minch.
A nord vi sono North Rona e Sula Sgeir, due isole minuscole. Spesso non vengono incluse tra le Ebridi Esterne anche se amministrativamente ne fanno parte

## Infrastrutture e trasporti
Vi sono regolari traghetti sulle seguenti rotte:
- Da Oban a Castlebay su Barra
- Da Uig su Skye a Tarbert su Harris
- Da Uig su Skye a Lochmaddy su North Uist
- da Ullapool a Stornoway su Lewis

## Galleria d'immagini

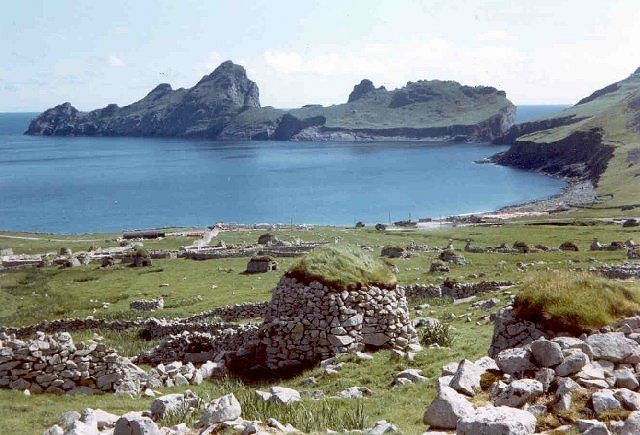
Village Bay, nell'arcipelago di St Kilda
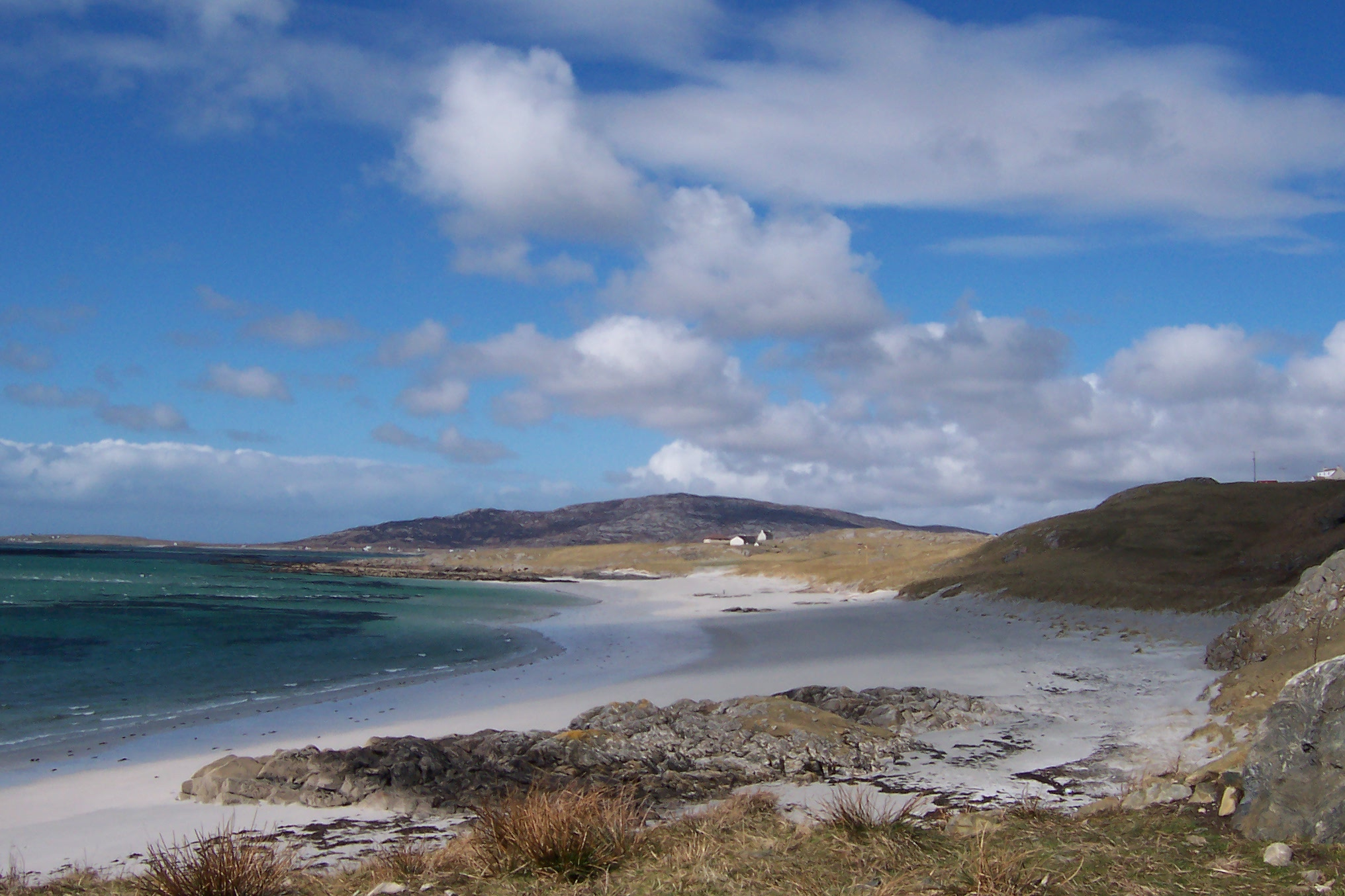
Una spiaggia sull'isola di Eriskay
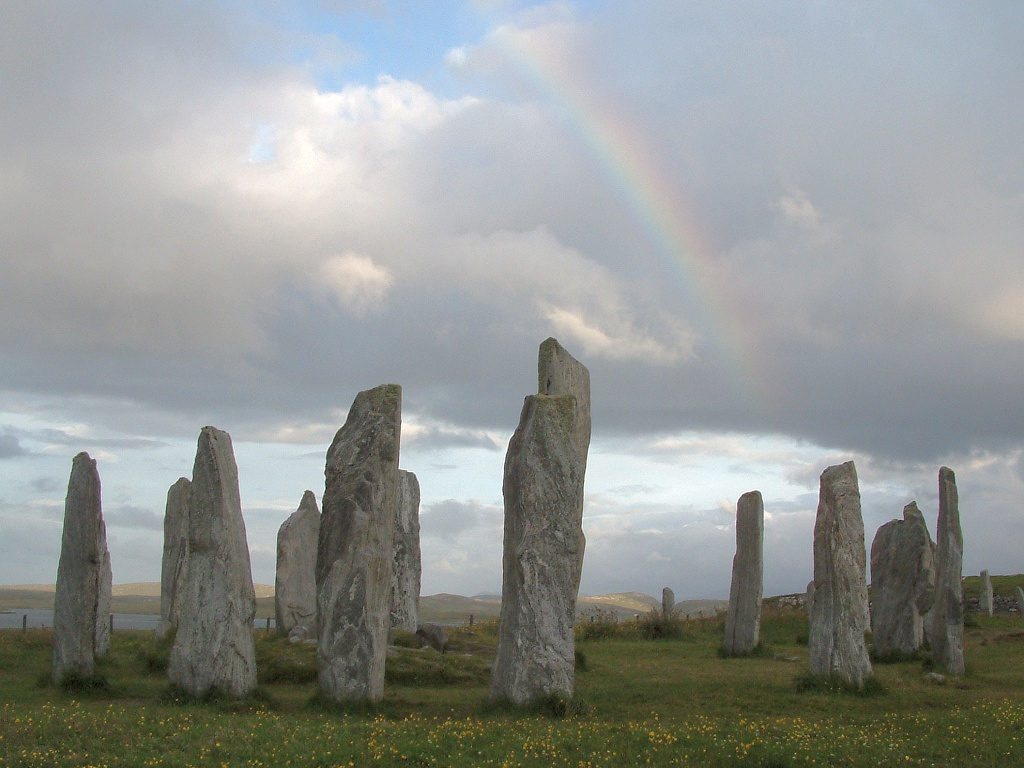
I megaliti di Callanish sull'isola di Lewis